# Alioune Diop
Pour les articles homonymes, voir Alioune Diop (basket-ball) et Diop.
 (août 2014).
Alioune Diop, né le 10 janvier 1910 à Saint-Louis (Sénégal) et mort le 2 mai 1980 à Paris, est un intellectuel sénégalais qui a joué un rôle de premier plan dans l'émancipation des cultures africaines, fondant notamment la revue Présence africaine.

## Années de formation
Fils de postier, Alioune Diop est né à Saint-Louis le 10 janvier 1910. Né musulman, il fréquente l'école coranique durant son enfance, mais ses tantes maternelles l'initient à la lecture de la Bible. À l'âge adulte, Alioune Diop se convertira au christianisme. Il recevra son baptême catholique du père dominicain Jean-Augustin Maydieu dans la nuit de Noël 1944 à Saint-Flour dans le Cantal (France) sous le nom de Jean. 
Le jeune Alioune effectue ses études primaires à Dagana et ses études secondaires à Saint-Louis (lycée Faidherbe). Il obtient son baccalauréat classique (latin - grec) en 1931. Puis, en qualité de citoyen français, il effectue son service militaire à Thiès.
En 1933, n'ayant pas obtenu une bourse pour se rendre en métropole, il se rend à Alger où il s'inscrira à la faculté de Lettres classiques, à l'université d'Alger, la même année qu'Albert Camus, alors en philosophie. Il subvient à ses besoins en exerçant les fonctions de maître d'internat jusqu'à son arrivée en France en 1937. Il poursuivra ses études en faculté à Paris. Il est titulaire d'une licence de lettres classiques et d'un diplôme d'études supérieures.
En 1939, avec l'éclatement de la Seconde Guerre mondiale, il est mobilisé comme soldat, avant d'être démobilisé à l'armistice en 1940, qui le trouve à Marseille.

## Carrière
Il fera l'expérience de plusieurs activités professionnelles, tour à tour enseignant et fonctionnaire de l'AOF (professeur au lycée Saint-Louis dès 1941, professeur au Prytanée militaire de La Flèche dans la Sarthe en 1943, professeur au lycée Louis-le-Grand en 1945, puis chargé de cours à l'École nationale de la France d'outre-mer, il est ensuite nommé chef du cabinet du gouverneur général de l'Afrique-Occidentale française).
Il sera également sénateur de la IVe République française entre décembre 1946 et novembre 1948. Il milite à cette époque à la SFIO (Section française de l'Internationale socialiste), et figure en troisième position sur la liste présentée par ce parti au Sénégal lors des élections du 23 décembre 1946 au Conseil de la République. Il est élu.
Au terme de ce mandat, lors des élections qui suivent, le 14 novembre 1948, il figure encore en troisième position sur la liste présentée par la SFIO au Sénégal mais il n'est pas réélu, son siège étant remporté par Mamadou Dia du Bloc démocratique sénégalais (BDS).
Cependant, c'est surtout à travers ses talents d'animateur culturel, d'organisateur, de fédérateur qu'il trouve sa voie, se consacrant désormais à ses activités d'éditeur de revue littéraire, puis d'éditeur au sein de sa maison d'édition.

## Actions et réalisations
En 1947, alors qu'il est encore sénateur, il fonde la revue Présence africaine dont il propose le titre. Le logo de Présence africaine, inspiré d'un masque Dogon, sera proposé par l'écrivain français Michel Leiris, qui est membre du comité de patronage de la revue. Parmi les autres membres du comité de patronage, il y a également Paul Rivet, Jean-Paul Sartre, Albert Camus, André Gide, Théodore Monod, Richard Wright, le R.P Maydieu, Merleau-Ponty, Aimé Césaire.
En 1947, le 1er numéro paraît simultanément à Paris et à Dakar. Dans l'éditorial du numéro 1 de la revue, intitulé Niam n'goura ou les raisons d'être de Présence africaine, Alioune Diop écrit : « (...) notre revue se félicite (...) d’être française, de vivre dans un cadre français ». Il renchérit à la fin : «  C’est au peuple français d’abord que nous faisons confiance : je veux dire à tous les hommes de bonne volonté qui, fidèles aux plus héroïques traditions françaises ont voué leur existence au culte exclusif de l’homme et de sa grandeur ».
Pour l'anecdote, un des numéros de cette revue, consacré aux Antilles et à la Guyane, sera saisi en 1962 par le parquet de la Seine pour « atteinte à la sûreté de l'État ».
Entre 1947 et 1960, on trouvera douze fois la signature de Léopold Sédar Senghor dans la revue Présence Africaine.
En 1949, Alioune Diop fonde également les éditions Présence Africaine.
En 1953, la revue Présence Africaine commandite et finance le documentaire Les statues meurent aussi, dont le thème est l'art nègre, film réalisé par les cinéastes français Chris Marker et Alain Resnais. La commission cinématographique de contrôle refusera au film son visa de sortie, du fait notamment du discours anticolonialiste explicitement véhiculé dans le documentaire. Au bout de 10 ans, une copie tronquée du film sortira toutefois sur les écrans français.
En 1956, il organise à la Sorbonne le Congrès des écrivains et artistes noirs qui réunira les intellectuels noirs de nombreux pays, soutenus par des écrivains et artistes du monde entier, et militant pour l'émancipation des cultures africaines, et en faveur de la décolonisation.
En 1956, il crée la Société africaine de culture (SAC), sur le modèle de la Société européenne de culture, fondée en 1950 à Venise et dont Alioune Diop était alors le seul membre originaire d'Afrique. Alioune Diop sera le secrétaire général de la SAC, le Haïtien Jean Price-Mars (1876 - 1969), diplomate, médecin et auteur, en étant le premier président.
La Société africaine de culture compte à son actif l'organisation du Deuxième Congrès des écrivains et artistes noirs (Rome, 26 mars - 1er avril 1959) sur le thème de « l'unité des cultures négro-africaines », ainsi que l’organisation du premier Festival mondial des arts nègres (Dakar, 1966), du Festival d'Alger (1969) et de celui de Lagos (1977).
Avec les indépendances qui se succèdent rapidement, Alioune Diop organisera avec Léopold Sédar Senghor le premier Festival mondial des Arts nègres en 1966 à Dakar, dans un Sénégal désormais indépendant, qui sera aussi l'occasion de la première commémoration du souvenir de l'esclavage dans le monde et le lieu des premières questions sur la réparation.
À l'occasion de la préparation du concile Vatican II, Alioune Diop mobilisera, au sein de la Société africaine de culture, les intellectuels catholiques, prêtres et laïcs, pour le colloque de Rome qui a lieu du 26 au 27 mai 1962, sur le thème « Personnalité africaine et catholicisme ».
Après la déclaration du pape Paul VI à Kampala (« Vous pouvez et vous devez avoir un christianisme africain »), le SAC confiera à Alioune Diop (en compagnie du laïc camerounais Georges Ngango), la mission d'obtenir du pape l'autorisation d'organiser « les états généraux du christianisme africain ».
En 1968, Alioune Diop dénoue une crise entre le Président sénégalais et les prêtres dominicains à Dakar (centre Lebret).
Le 26 juin 1968, Léopold Sédar Senghor avait envoyé une lettre au nonce apostolique de Dakar, dans laquelle il écrivait: « Monseigneur, mon attention a été appelée, encore une fois, sur les agissements des pères dominicains, qui ont la direction morale des étudiants catholiques. Hélas ! au lieu de diriger les étudiants, les pères se laissent diriger par eux dans des entreprises de subversion, téléguidées de Pékin. Car je suis tout prêt à vous fournir la preuve que les événements de l'université de Dakar sont en relation avec ceux de la Sorbonne, mais dirigés à Paris de Pékin. En conséquence, j'ai décidé que les pères dominicains quitteraient le Sénégal. Je préfère ne pas prendre une décision d'expulsion. Je vous demande donc de transmettre ma requête à S.S. le pape Paul VI. Qu'il veuille bien donner des ordres au supérieur hiérarchique des PP dominicains, qui sont à Dakar, pour que ceux-ci quittent le Sénégal avant le 31 juillet 1968 ».
Grâce à l'intervention d'Alioune Diop, il y eut pardon et réconciliation dans les premiers jours de 1969, et les pères dominicains resteront au Sénégal.
Les éditions Présence Africaine ont publié, entre autres, les premiers écrits du romancier Mongo Béti et du poète David Diop, ainsi que Cahier d'un retour au pays natal d'Aimé Césaire.
Plus tard, dans son livre d'entretiens avec Ambroise Nkom, Mongo Beti parle, Testament d'un esprit rebelle (Éditions Homnisphère, 2006), l'écrivain camerounais critiquera Christiane Yandé Diop qui, devenue présidente de Présence Africaine, lui avait refusé la publication de son manuscrit Main basse sur le Cameroun, en lui déclarant qu'elle « n'accepte jamais des livres qui critiquent un chef d'État africain ». Dans ce livre, Mongo Béti déclare que Présence Africaine « n'est pas un éditeur sérieux ».

## Postérité
Il meurt le 2 mai 1980 à Paris, à l'âge de 70 ans et Léopold Sédar Senghor lui rend un vibrant hommage, le désignant comme un « Socrate noir », plus soucieux d'accoucher les autres que de produire une œuvre personnelle ambitieuse. Les obsèques d'Alioune Diop ont eu lieu à l'église Saint-Médard de Paris le 17 mai 1980 et il est enterré au cimetière catholique de Bel-Air (à Dakar).
Dans « Hommage à Alioune Diop ». (Présence Africaine, 1978), le poète antillais Guy Tirolien déclarera : « S’il est un des rares intellectuels musulmans à s’être converti au christianisme, je veux croire que c’est, avant tout, par soif d’une spiritualité neuve et par besoin d’élargir, non sans déchirement, sa quête passionnée de l’homme (...)  ». Pour sa part, l'avocat Moustapha Wade (frère aîné d'Abdoulaye Wade, troisième Président de la République du Sénégal), dira ceci : « Tous ceux de ma génération voudraient lui dire ce qu’il fut, ce qu’il demeure et sera toujours pour eux : plus qu’un révélateur, plus qu’un initiateur, plus qu’un guide : un créateur d’absolu ».
Un prix d'édition africaine Alioune-Diop a été créé en 1995 par l'Organisation internationale de la francophonie. Il est décerné tous les deux ans à la Foire internationale du livre et du matériel didactique de Dakar (FILDAK).
La veuve d'Alioune Diop, qu'il a connue en 1941, Yandé Christiane Diop (née en 1925, d'un père sénégalais et d'une mère camerounaise), a pris la relève au sein de la revue, aux côtés d'un Directeur de la publication.
Le centenaire de la naissance d'Alioune Diop est célébré en 2010. Une plaque sera apposée sur la maison familiale des Diop à Saint-Louis le 10 janvier 2010. Le 12 janvier 2010, à la suite de l'hommage solennel qui lui a été rendu par la ville de Saint-Louis, en présence de sa veuve et de ses enfants, l'Université Gaston Berger a organisé une conférence sur la vie et l'œuvre d'Alioune Diop, avec le soutien actif du Recteur, Mary Teuw Niane, et la participation magistrale de Djibril Tamsir Niane, Prosper Issiaka Laleye, et de beaucoup d'autres éminentes personnalités. Un colloque intitulé « Alioune Diop, l’Homme et son œuvre face aux défis contemporains » a eu lieu en mai 2010 en présence de nombreuses personnalités comme le président sénégalais Abdoulaye Wade, le prix Nobel de littérature Wole Soyinka, les écrivains Cheikh Hamidou Kane et Marcelinho Dos Santos, l'ancien directeur général de l'Unesco Amadou-Mahtar M'Bow. Christiane Diop, la veuve d'Alioune Diop, ainsi que ses filles, étaient également présentes. Abdoulaye Wade et Marcelinho Dos Santos sont deux des témoins oculaires du Congrès des écrivains et artistes noirs de 1956, organisé par Présence Africaine.
Le décret 2011-1160 du 17 août 2011 donne à la toute jeune université de Bambey le nom de « Université Alioune Diop de Bambey » (UADB), un hommage universel pour cet homme de Lettres, panafricaniste engagé et peu connu des générations nouvelles.

## Vie personnelle
L'épouse d'Alioune Diop, Yandé Christiane Diop, est la sœur du poète David Diop. Tous les deux font partie des cinq enfants nés de l'union de Mamadou Diop Yandé, (lui-même cousin de Léopold Sédar Senghor) et de Maria Mandessi Bell, Camerounaise protestante d'ethnie douala.
Mamadou Diop Yandé décédé en 1935 en France, était installé à Douala comme agent des Chemins de fer français, quand il devint le deuxième époux de Maria Mandessi Bell. De son premier mariage, Maria Mandessi Bell eut un fils, le journaliste Iwiyé Yèsco Ernst Kala-Lobé (1917 - 1991), qui travaillera plus tard aux côtés d'Alioune Diop, à la Société africaine de culture. Iwiyé Yèsco Ernst Kala-Lobé est le père de la journaliste Suzanne Kala Lobe.
Alioune Diop et Christiane Yandé Diop se sont mariés le 5 novembre 1945 à Paris.
Ils eurent quatre enfants : Marie-Aïda Diop Wane, mère du chanteur pop Almamy, qui poursuit une carrière d'interprète de conférence, puis Suzanne Bineta Diop qui, après avoir exercé le métier de journaliste à Dakar, a fait carrière à l'Unesco et qui est actuellement cogérante de Présence Africaine, puis Mor Samba David Diop, filleul du poète David Diop, et mort à Paris le 7 mars 1971, et enfin Emmanuel Adrien Mamadou Ousmane NDiawar Diop, né en 1950, et filleul du Professeur Adrien  Diop, qui est aussi médecin.
Le 8 avril 2009, Yandé Christiane Diop a reçu la décoration de chevalier de la Légion d'honneur, au Palais de l'Élysée, des mains de Nicolas Sarkozy.